# 李維錚
李維錚（？—？），字鐵崖，浙江鄞縣（寧波）人，清朝官員。
嘉慶二十一（1816年）李維錚接替洪煌，於台灣擔任台灣府海防兼南路理番同知。品等為正五品的該官職隸屬於台灣府，主管全台灣船政治安業務及台灣南路之台灣原住民事務，相當於副知府。
| 前任： 洪煌 | 台灣府海防兼南路理番同知 1816年上任 | 繼任： 陳蒸 |